# Avant l'effondrement
Pour plus de détails, voir Fiche technique et Distribution.
Avant l'effondrement est une comédie dramatique française réalisée par Alice Zeniter et Benoît Volnais, sortie en 2023.

## Synopsis
Paris, en pleine canicule. Le directeur de campagne d'une candidate aux législatives tente de déterminer l'origine d'un inquiétant courrier anonyme.

## Fiche technique
Sauf indication contraire, les informations mentionnées dans cette section peuvent être confirmées par les bases de données cinématographiques IMDb et Allociné,  présentes dans la section « Liens externes ».
- Titre original : Avant l'effondrement
- Réalisation : Alice Zeniter et Benoît Volnais
- Scénario : Alice Zeniter et Benoît Volnais
- Photographie : Jean-Louis Vialard
- Montage : Frédéric Baillehaiche
- Musique : Sophie Trudeau
- Son : Marie-Clotilde Chéry
- Décors : Héléna Cisterne
- Costumes : Sarah Anna Da Silva
- Production : Marie Masmonteil, Ulysse Payet, Denis Carot
- Sociétés de production : Elzévir Films, Après le Deluge
- Sociétés de distribution : Pyramide Distribution
- Pays de production :  France
- Langue originale : français
- Format : couleur — 2,35:1
- Genre : Comédie dramatique
- Durée : 100 minutes
- Dates de sortie :
  - Pays-Bas : 2 février 2023 (Rotterdam)
  - France : 19 avril 2023

## Distribution
Sauf indication contraire ou complémentaire, les informations mentionnées dans cette section proviennent du générique de fin de l'œuvre audiovisuelle présentée ici.
- Niels Schneider : Tristan
- Ariane Labed : Fanny
- Souheila Yacoub : Pablo
- Myriem Akheddiou : Naïma Bouhour, la candidate écologiste
- Séphora Pondi : Mati
- Younès Boucif : Basile
- Ana Blagojevič : Anna
- Elsa Guedj : Perséphone
- Thibaut Evrard : Nours
- Christophe Meynet : Cédric, le frère de Tristan
- Joël Jouanneau : le père de Tristan
- Dominique Reymond : la mère de Fanny
- Pierre Schoeller : le père de Fanny
- Pascal Sangla : Ludovic Poirelle

## Production
Le film est tourné en Bretagne, à Rennes et dans les Côtes-d'Armor notamment à Plouha, Lanloup et les gorges de Toul-Goulic.

## Exploitation

### Accueil critique
En France, le site Allociné donne la note de 3,1⁄5, après avoir recensé 14 critiques de presse.

### Accueil public
| Pays ou région | Box-office     | Date d'arrêt du box-office | Nombre de semaines |
| -------------- | -------------- | -------------------------- | ------------------ |
| France         | 11 869 entrées | en cours                   | 1                  |

Pour son premier jour d'exploitation en France, Avant l'effondrement a réalisé 2 328 entrées, dont 1 073 en avant-premières, pour un total de 155 séances proposées. En comptant pour ce premier jour les avant-premières, le film se positionne en neuvième place du box-office des nouveautés pour sa journée de démarrage, derrière Blue Jean (2 907) et devant Habib, la grande aventure (1 475).
Au bout d’une première semaine d’exploitation dans les salles françaises, le long-métrage totalise 11 869 entrées.